# Ali Adnan Kadhim
Ali Adnan Kadhim Nassir Al-Tameemi (Arabisch: علي عدنان كاظم ناصر التميمي) (Bagdad, 19 december 1993) - alias Ali Adnan - is een Irakees voetballer die bij voorkeur als linksback speelt.

## Clubcarrière
Ali Adnan Kadhhim speelde in de jeugd bij Ammo Baba School, Al Zawraa, Al-Quwa Al-Jawiya en Baghdad. In 2010 debuteerde hij voor Baghdad FC in de Iraakse Superliga. In drie seizoenen maakte hij in totaal zes doelpunten uit 30 competitiewedstrijden voor Baghdad. Na een verbluffende prestatie op het WK -20 2013 in Turkije versierde hij een transfer naar het Turkse Rizespor. Op 1 augustus 2013 tekende hij er een vijfjarig contract. Op 1 september 2013 maakte hij zijn eerste doelpunt in de Süper Lig met een schot van verre afstand tegen Kayseri Erciyesspor. Veertien dagen later maakte hij zijn tweede doelpunt voor Rizespor tegen Gaziantepspor via een vrije trap vanaf 35 meter afstand. Nu speelt hij bij de Italiaanse club Udinese in de Serie A. Daarin debuteerde hij in de basis tegen Juventus FC. In een andere competitiewedstrijd tegen Genoa CFC scoorde Adnan vanuit een vrije trap zijn eerste goal voor de club. Inmiddels speelt Ali Adnan op huurbasis bij Serie A club Atalanta Bergamo.

## Clubstatistieken
| Seizoen | Club                  | Land             | Competitie          | Wed. | Doelp. |
| ------- | --------------------- | ---------------- | ------------------- | ---- | ------ |
| 2010/13 | Baghdad FC            | Irak             | Superliga           | 30   | 6      |
| 2013/14 | Caykur Rizespor       | Turkije          | Süper Lig           | 31   | 3      |
| 2014/15 | Caykur Rizespor       | Turkije          | Süper Lig           | 10   | 0      |
| 2015/16 | Udinese               | Italië           | Serie A             | 28   | 1      |
| 2016/17 | Udinese               | Italië           | Serie A             | 14   | 0      |
| 2017/18 | Udinese               | Italië           | Serie A             | 23   | 1      |
| 2018/19 | → Atalanta Bergamo    | Italië           | Serie A             | 3    | 0      |
| 2019    | → Vancouver Whitecaps | Verenigde Staten | Major League Soccer | 16   | 1      |
| Totaal  | Totaal                | Totaal           | Totaal              | 155  | 12     |

## Interlandcarrière
Op 3 december 2012 debuteerde Ali Adnan als achttienjarige voor zijn vaderland, tegen Bahrein in Doha. Hij viel op op het WK -20 2013 in Turkije. Hij maakte een doelpunt in de 93e minuut tegen Engeland -20. Naast deze optredens heeft Ali Adnan ook meegedaan aan de Azië Cup 2015.
2 Tolói  ·
3 Kossounou ·
4 Hien ·
5 Posch ·
6 Sulemana ·
7 Cuadrado ·
8 Pašalić ·
9 Scamacca ·
11 Lookman ·
13 Éderson ·
15 De Roon ·
16 Bellanova ·
17 De Ketelaere ·
19 Djimsiti ·
22 Ruggeri ·
23 Kolašinac ·
24 Samardžić ·
27 Palestra ·
28 Patrício ·
29 Carnesecchi ·
31 Rossi ·
32 Retegui ·
42 Scalvini ·
44 Brescianini ·
70 Maldini ·
77 Zappacosta ·
93 Soppy ·
Coach: Gasperini